# Planquette (rivière)
La Planquette est une rivière du Pas-de-Calais affluent de la Canche en rive droite et qui conflue à Contes.

## Géographie
La Planquette a une longueur de 12 km.

### Communes traversées
La Planquette traverse les cinq communes suivantes de Cavron-Saint-Martin, Contes, Fressin, Planques et Wambercourt.